# Boronella
Boronella es un género con seis especies de plantas de flores perteneciente a la familia Rutaceae. 

## Especies seleccionadas
- Boronella crassifolia
- Boronella francii
- Boronella koniambiensis
- Boronella pancheri
- Boronella parvifolia
- Boronella verticillata